# Temple de Salomó

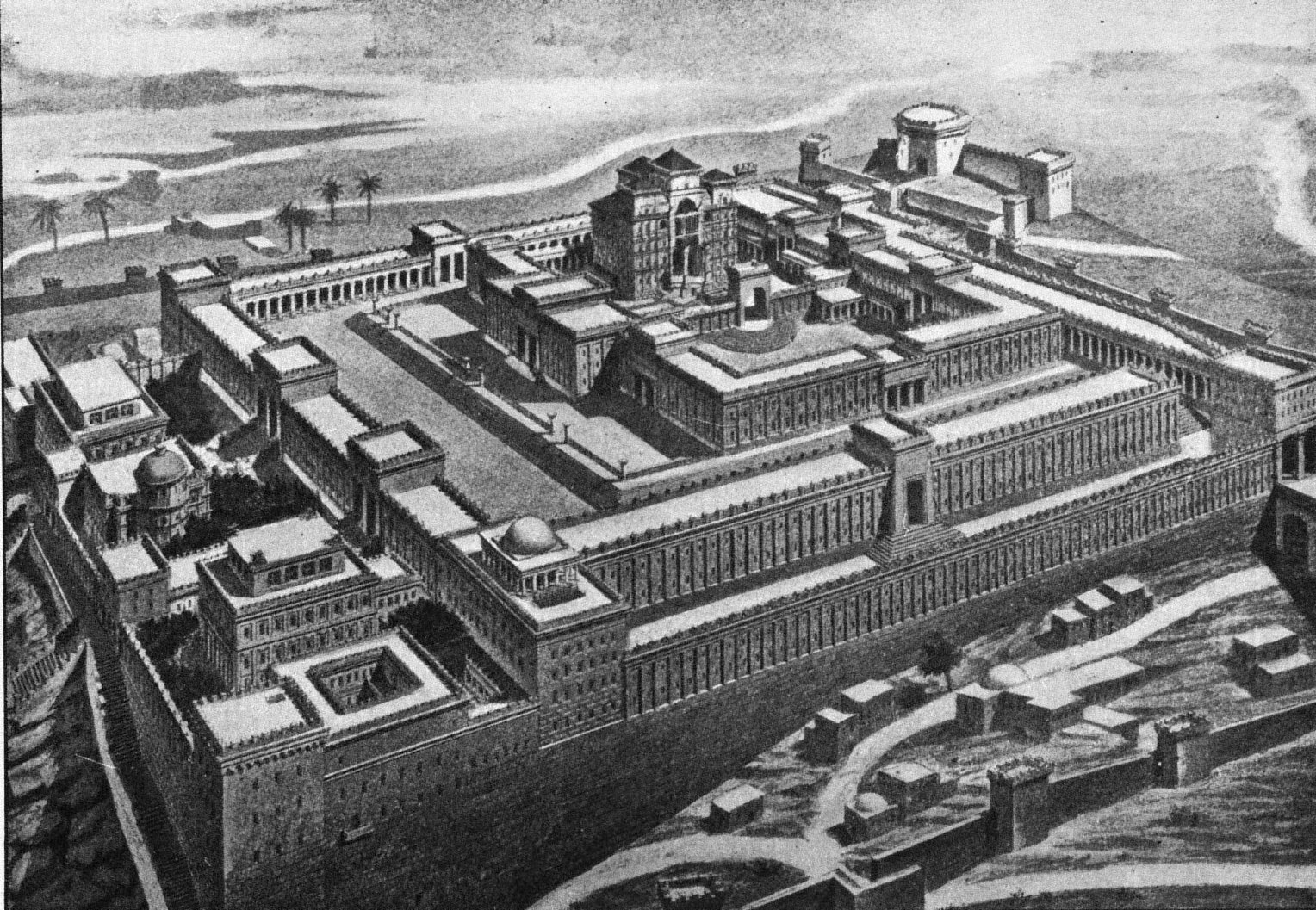
Representació del Temple de Salomó d'acord amb la descripció bíblica (Gravat de 1876)

El Temple de Salomó (hebreu: בית המקדש, Bet HaMikdaix‎), també conegut com el Primer Temple, va ser segons la Bíblia el primer temple jueu a Jerusalem.
Hauria existit del segle xx aC fins al segle vi aC quan va ser destruït pels babilonis el 586 aC. Va ser construït per Salomó, el fill del rei David. El temple reconstruït, que va estar dempeus entre el 516 aC i el 70 dC, va ser el segon temple. El 363 Julià l'Apòstata va aturar-se a davant de les ruïnes del temple i seguint la seva política d'afavorir les religions no cristianes del cristianisme, en va ordenar la reconstrucció. El fracàs de la reconstrucció del temple se sol atribuir a un terratrèmol, freqüent a la regió, i a l'actitud ambivalent dels jueus sobre el projecte. Sabotatge és una altra possibilitat, com també ho és un incendi accidental.

## Descripció del temple

### L'edifici
Segons l'Antic Testament, (1Reis, 6:2-10): "Tenia seixanta colzades de llargada, vint colzades d'amplada i trenta colzades d'alçada. El pòrtic davanter del santuari tenia vint colzades de llargada, corresponent a l'amplada de l'edifici, amb una amplada de deu colzades, corresponent a la llargada de l'edifici. 
Al temple [s'hi van fer] finestres tancades amb gelosies. Adossat al mur del temple, [hi havia] un annex lateral, tot al voltant dels murs de l'edifici, tant del santuari com del Santíssim, i pisos laterals tot al seu voltant. 
La planta baixa tenia cinc colzades d'ample; la del mig, sis colzades d'ample, i la tercera set colzades d'ample; [i s'havien fet] repeus tot al voltant de l'edifici, per l'exterior, per evitar d'engalzar les bigues a les parets de l'edifici.
El temple [fou edificat] amb pedres treballades a les mateixes pedreres, de manera que no se sentien ni martells, ni escarpes, ni cap instrument de ferro a l'interior del temple. L'entrada del pis lateral del mig s'obria al costat dret de l'edifici, i per una escala de cargol es pujava al pis del mig, i des d'aquest al tercer.
Un cop acabat de construir el temple, [es va cobrir] l'edifici amb una filera de bigues i un ensostrat de cedre. [Es van construir] també els pisos laterals al voltant de tot l'edifici; l'alçada de cada un era de cinc colzades, i es recolzaven a l'edifici per mitjà de bigues de cedre."

### L'interior
La Bíblia continua descrivint el temple: "[es van revestir] les parets interiors amb planxes de cedre, des del terra fins a les bigues del sostre. L'interior de fusta, i el terra del temple amb fusta de xiprer.
També [es van recobrir] les vint colzades de la secció posterior de l'edifici amb planxes de cedre, des del terra fins a les bigues, i [es va destinar] l'espai interior a Debir, és a dir, a lloc santíssim. També l'Hekal, és a dir, el lloc sant, situat davant del santíssim, tenia quaranta colzades de llarg. 
El cedre que cobria l'interior de l'edifici tenia relleus de figures de carbasses silvestres i garlandes de flors; tot era de cedre, sense deixar veure la pedra. [Es va disposar] el lloc santíssim dins el temple, al fons, per col·locar-hi l'Arca de l'Aliança.
L'interior del lloc santíssim feia vint colzades de llargada per vint d'amplada i vint d'alçada. [Es va revestir] d'or fi. Salomó va revestir interiorment el temple d'or fi i va tancar amb cadenes d'or la part davantera del lloc santíssim, que també va revestir d'or.
22 Així va revestir el temple totalment d'or; igualment va cobrir d'or tot l'altar situat davant del lloc santíssim.
Dins el lloc santíssim hi va fer dos querubins de fusta d'olivera borda, de deu colzades d'alçada. L'una de les ales del primer querubí feia cinc colzades, i cinc colzades més l'altra ala del querubí; en total, deu colzades de l'un extrem a l'altre de les ales.
L'altre querubí feia també deu colzades; tots dos querubins tenien les mateixes mesures i la mateixa forma. El primer querubí feia deu colzades d'alçada, i el mateix feia el segon querubí.
Va situar els querubins dins la cambra interior del temple. Els querubins tenien les ales desplegades, de manera que una ala del primer tocava una paret i una ala del segon en tocava una altra, mentre que les altres dues ales, vers el centre del recinte, es tocaven l'una amb l'altra. I va recobrir d'or els querubins.
A totes les parets del voltant del temple hi va esculpir baixos relleus amb figures de querubins, de palmeres i de garlandes de flors, tant a la cambra interior com a la sala exterior. També va cobrir d'or el paviment del temple, tant la cambra interior com la nau exterior. Per a l'entrada del lloc santíssim, va fer uns batents de fusta d'olivera borda. La motllura de la llinda i dels muntants era pentagonal. 
Els dos batents eren de fusta d'olivera borda, esculpits amb baixos relleus de querubins, de palmeres i garlandes de flors, que va recobrir d'or, aplacant l'or damunt els querubins i les palmeres. (...) Va construir també els murs del pati interior, amb tres fileres de pedres tallades i una filera de bigues de cedre."
Va servir com a centre religiós per a l'adoració i els sacrificis coneguts com a korbanot a l'antiga Jerusalem.